# Opel GT (roadster)
Pour la voiture de sport produite par Opel de 1968 à 1973, voir Opel GT.
L'Opel GT a été présentée en mars 2006 au Salon international de l'automobile de Genève en tant que successeur de l'Opel Speedster et a été élue Cabriolet de l'année 2007 par un jury d'experts indépendants.
Le roadster est arrivé sur le marché européen au printemps 2007. Elle était annoncée avec les slogans «La légende est de retour» et «GT’aime», une allusion à la formule «je t’aime».
La GT était basée sur la plate-forme Kappa (moteur avant, propulsion arrière) du groupe General Motors, auquel Opel appartenait à l'époque, et sur laquelle étaient également basées les Saturn Sky, Pontiac Solstice et Daewoo G2X, presque identiques. Ces véhicules et l'Opel GT étaient construits à Wilmington, Delaware. Franz von Holzhausen, alors directeur du design chez General Motors, était responsable de la conception de la plate-forme Kappa.
Comme pour l'Opel GT des années 70, divers emprunts de design à la Chevrolet Corvette (en l'occurrence la C6 cabriolet) ont pu être observés sur l'Opel GT roadster. Citons par exemple les sorties d'air latérales (sur l'Opel GT, elles ne sont qu'une décoration sans véritable ouverture), le capot rabattable vers l'avant, la forme de base des phares et le «design de style bouteille de Coca-Cola» souvent cité.

## Technologie

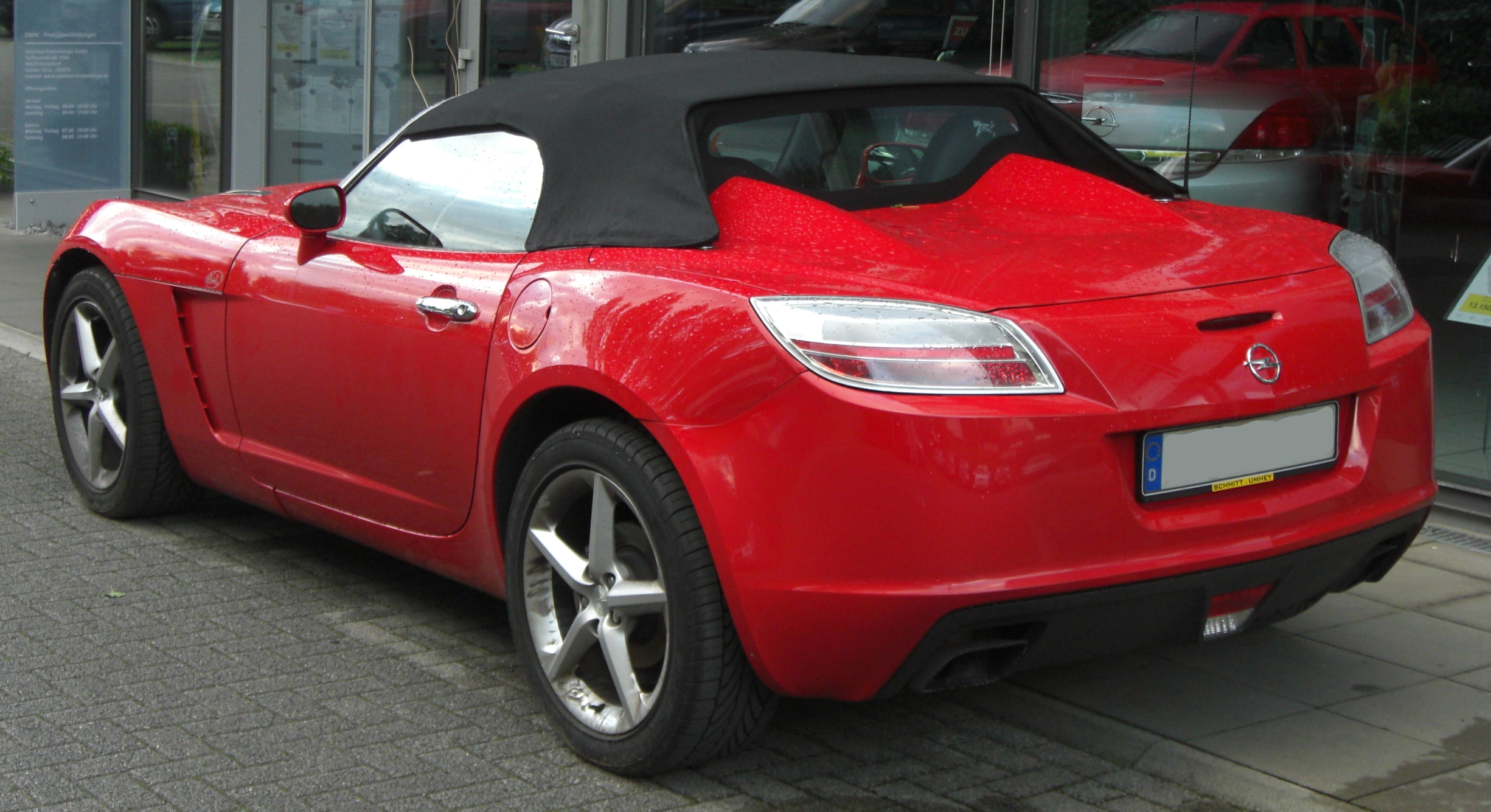
Vue arrière

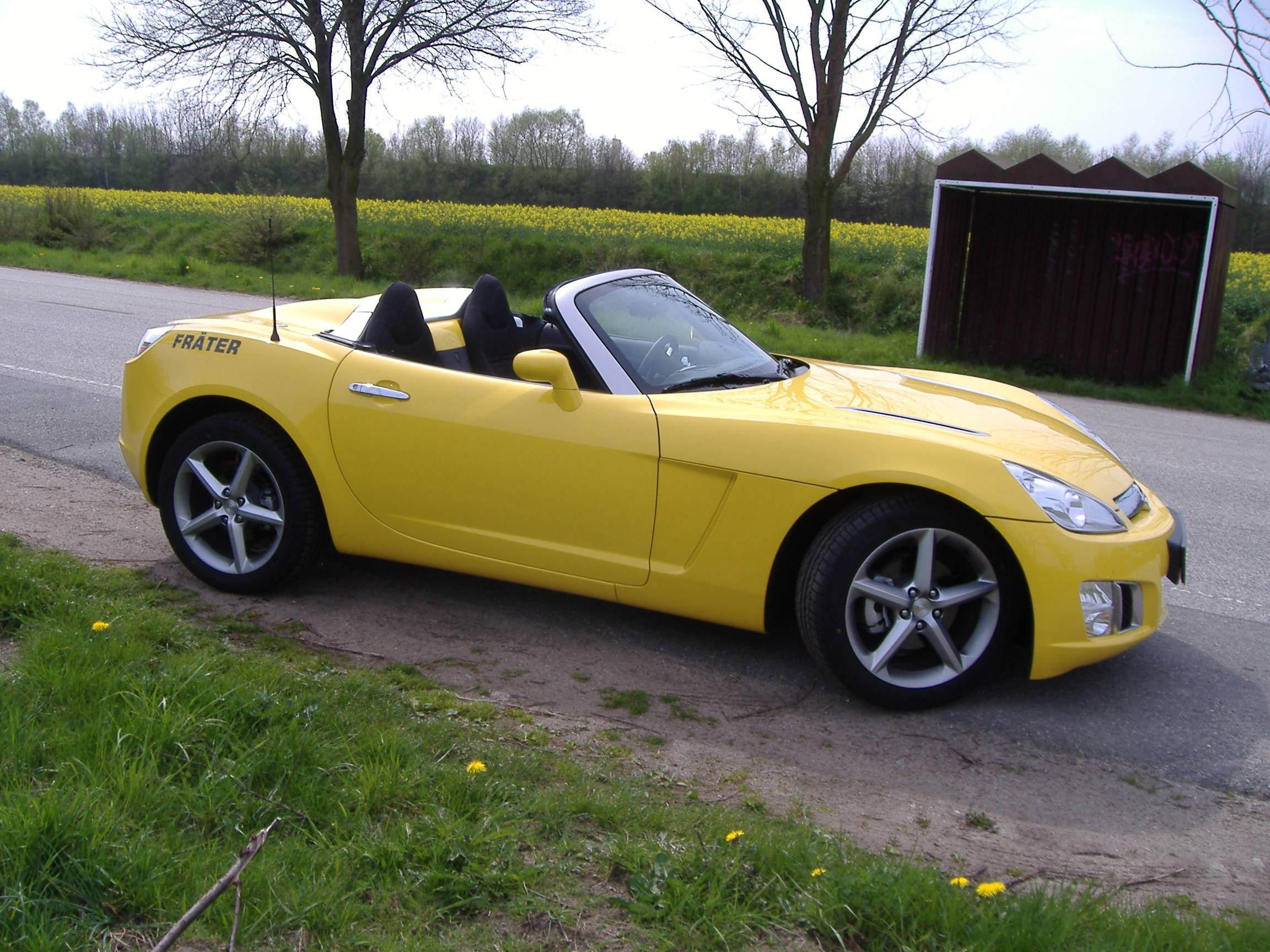
Vue latérale du roadster ouvert

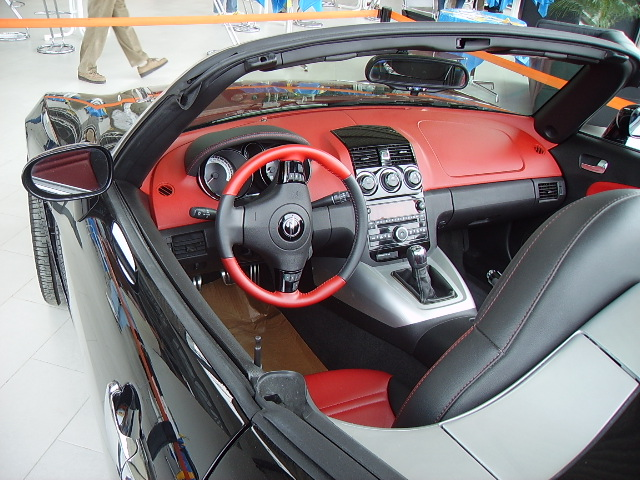
Intérieur

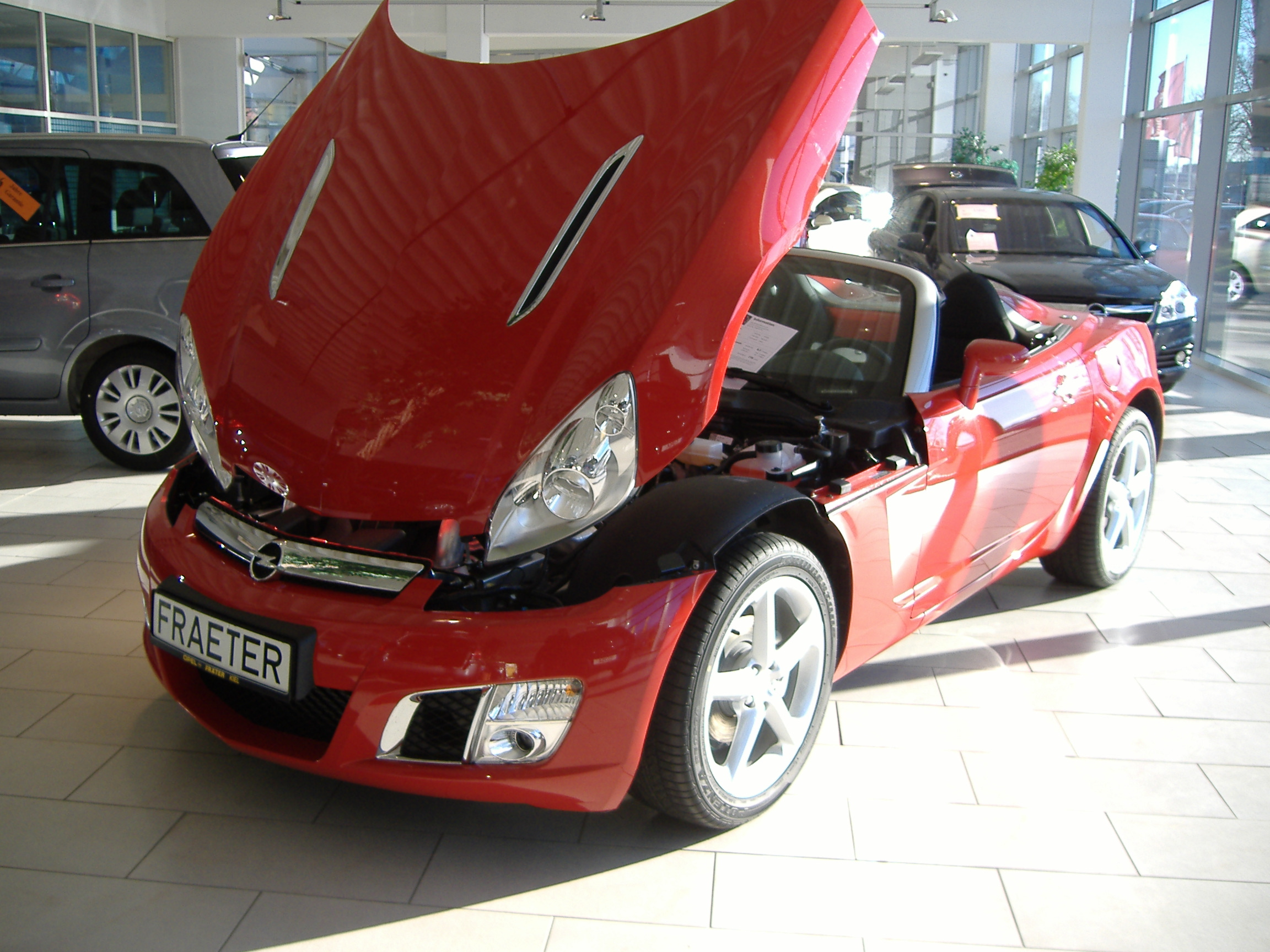
Le capot avant de la GT

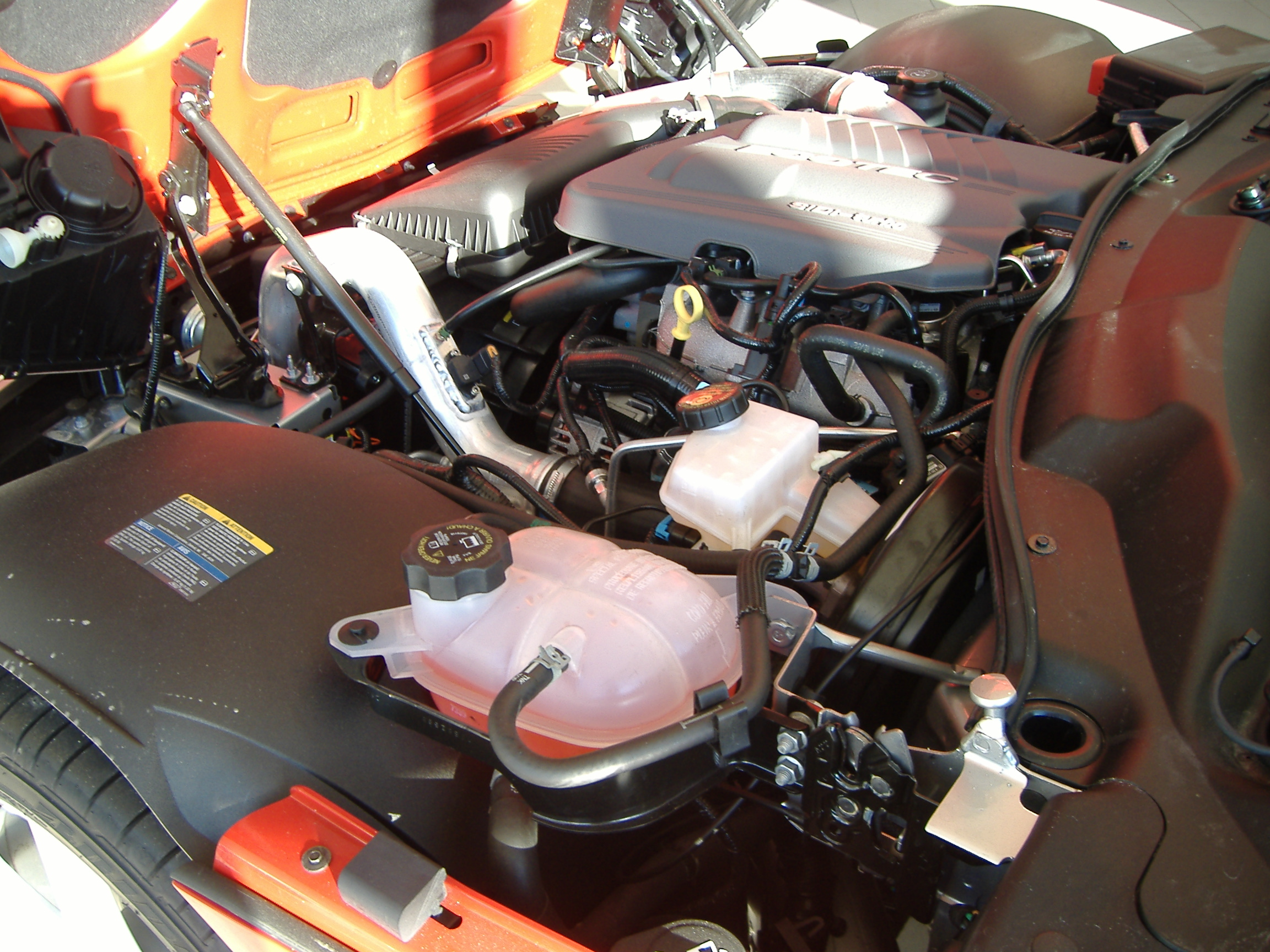
Compartiment moteur

Le modèle était équipé d'un moteur quatre cylindres Ecotec turbo (Z20NHH, LNF) de 2,0 litres avec un taux de compression de 9,2:1, une puissance de 194 kW (264 ch) à 5 300 tr/min, une injection directe d'essence, une double distribution variable de l'arbre à cames et un turbocompresseur à double flux avec refroidissement intermédiaire. Le moteur est dérivé du moteur de 2,2 litres, déjà connu, des Astra, Vectra et Signum. Plus tard, le moteur modifié avec les codes moteur A20NHT et A20NFT a également été utilisé dans l'Opel Insignia avec une puissance allant de 162 à 184 kW (350 et 400 Nm) et dans l'Astra J OPC avec une puissance de 206 kW et 400 Nm. Cependant, le moteur utilisé dans la GT avait tendance à se propager vers le bas en termes de performances, ce qui signifie que les performances spécifiées d'usine n'étaient souvent pas tout à fait atteintes. Cependant, de nombreux tuners proposaient des solutions logicielles qui dépassaient souvent largement les performances de série déclarées.
Le couple maximal de 353 Nm était à 2 000 tr/min, selon les informations d'usine, la GT accélérait de 0 à 100 km/h en 5,7 secondes, la vitesse de pointe était de 229 km/h avec une consommation moyenne de 9,2 l/100 km. Le chiffre de 5,7 secondes de 0 à 100 km/h a été extrapolé sur la base de la valeur américaine (0-60 mph); Cependant, 60 mph ne correspond qu’à 96 km/h et non à 100 km/h. Selon les mesures d'Auto Bild Sportscars, l'Opel GT accélère de 0 à 100 km/h en 6,3 secondes.
L'Opel GT mesurait 4 100 mm de long, 1 813 mm de large, 1 274 mm de haut et avait un empattement de 2 415 mm,. Le poids à vide, pouvant atteindre 1 406 kg, était cependant nettement supérieur à celui de la Speedster Turbo (poids à vide de 930 kg). L'équipement standard comprenait une capote manuelle, une climatisation manuelle, une transmission manuelle à 5 vitesses et un différentiel à glissement limité avec blocage jusqu'à 70 %.
Les roues étaient suspendues sur des doubles triangles en aluminium sur les deux essieux. La répartition du poids avant-arrière était presque parfaitement équilibrée à 51:49.
Le comportement de conduite était surveillé par le programme électronique de stabilité (ESP) à quatre niveaux, nommé ESC (Electronic Stability Control) par Opel, dans lequel les modes suivants pouvaient être sélectionnés :
- Normal : sans affichage, ESP activé, antipatinage activé (nommé contrôle du patinage de traction par Opel)
- ASR : ESP activé, contrôle du patinage de traction désactivé
- Sportbetrieb : l'ESP intervient plus tard et permet des angles de dérive plus importants, contrôle du patinage de traction désactivé
- ESC : ESP désactivé, contrôle du patinage de traction désactivé

Une autre caractéristique du châssis était un support de torsion entre la transmission et l'essieu arrière, qui absorbait les réactions de changement de charge lors de l'accélération et du freinage.
Le toit en tissu ne pouvait être actionné que manuellement. Après avoir déverrouillé électriquement les ailerons et le couvercle supérieur, le toit peut être déplié et replié manuellement. Pour le ranger, le conducteur devait quitter le véhicule, ouvrir manuellement le couvercle supérieur déverrouillé, abaisser le toit dans le comble et refermer le couvercle supérieur. Lors de la fermeture, les deux ailerons devaient être rabattus manuellement et verrouillés dans les ouvertures du couvercle supérieur.
Il n'y avait pas de coffre digne de mention car le réservoir de carburant était placé au-dessus de l'essieu arrière, pour ainsi dire dans le coffre, en raison de la répartition du poids. Le véhicule était conçu uniquement pour le plaisir de conduire et en aucun cas pour une utilisation quotidienne. Cela se reflétait également dans des détails inhabituels, tels que le capot à clapet, qui avait l'air très sportif, mais qui, en raison de sa construction défavorable, risquait d'endommager les portes si elles étaient ouvertes et le capot lui-même lors de sa fermeture. La seule contre-mesure était un autocollant d'avertissement discret apposé en anglais et en français sur les ailes et la note correspondante dans le mode d'emploi. Le fait de surélever le véhicule à l'aide d'une plate-forme ou d'un cric roulant comportait également le risque d'endommager les ailes au niveau du seuil, qui étaient en plastique à renfort de verre.
L'Opel GT était disponible en Onyxschwarz, Nachtblau, Solargelb, Metallgrau, Damastsilber, Granitgrau, Eifelblau und Viktoriarot.
Le prix de la configuration de base était :
- 29 900 € (au 16 octobre 2006)
- 30 675 € (au 30 novembre 2006)
- 32 180 € (au 2 avril 2007)
- 32 400 € (au 1 juin 2008)

La liste des suppléments ne contenait qu’une finition «Premium» (sellerie des sièges partiellement en cuir noir ébène et en PVC ou entièrement en cuir rouge cobalt/noir ébène, renforts de siège, renforts pour les sièges, les appuie-têtes et les panneaux de portes et lecteur CD 6 disques avec port USB) pour 1 285 € et une peinture métallisée brillante pour 205 € ou bicouche pour 475 €, 320 € (peinture brillante) et 590 € (peinture bicouche) à partir du 1er juin 2006.

### Particularités du moteur
- Vilebrequin en acier forgé
- Bielles forgées
- Deux arbres d'équilibrage contrarotatifs
- Turbocompresseur à double flux (principe Twin-Scroll) avec vanne de dérivation d'air
- Injection directe via injecteurs multi-trous
- Soupapes d'échappement refroidies au sodium

## Équipement
- Jantes de 8 × 18 pouces en alliage avec pneus 245/45R18
- Différentiel à glissement limité avec effet de blocage jusqu'à 70 %
- ABS et ESP désactivables
- Doubles triangles de suspension en aluminium forgé à l'avant et à l'arrière
- Capote manuelle avec lunette arrière vitrée entièrement chauffante
- Climatisation manuelle
- Airbags conducteur et passager
- Contrôleur de vitesse
- Feux de brouillard
- Verrouillage centralisé avec télécommande radio
- Radio avec lecteur 6 CD compatible MP3 et télécommande au volant (lecteur CD uniquement en combinaison avec la finition «Premium»)

## Chiffres de production et d’immatriculation
L'usine de Wilmington a été fermée le 31 juillet 2009 après avoir produit 107 658 véhicules, ce qui a également entraîné l'arrêt de la production de l'Opel GT. Elle a produit 7 519 modèles de l'Opel GT, répartis comme suit sur les années modèles :
- 2007 : 2 365 unités
- 2008 : 4 851 unités
- 2009 : 301 unités
- 2010 : 2 unités

Entre 2006 et 2011, 4 191 GT ont été nouvellement immatriculées en République fédérale d’Allemagne. Avec 1 600 unités, 2008 a été l'année commerciale la plus réussie.